# Ed. Haas Austria
Die Ed. Haas Austria Ges.m.b.H. ist ein österreichischer Lebensmittel- und Süßwarenhersteller. Bekanntestes Produkt des seit 1915 bestehenden Unternehmens sind die PEZ-Bonbons. Unternehmenssitz ist Traun in Oberösterreich.

## Unternehmensdaten
Neben den weltweit erfolgreichen PEZ-Bonbons und den unter Sammlern sehr beliebten PEZ-Spendern werden auch Backpulver und andere Lebensmittel bzw. Lebensmittelgrundstoffe, wie etwa Pudding-Pulver, hergestellt. Im Jahr 2005 waren die PEZ-Bonbons in rund 90 Ländern weltweit erhältlich. 4,2 Milliarden Bonbons und 80 Millionen PEZ-Spender wurden hergestellt. 98 % der Bonbons werden im Ausland abgesetzt – rund 50 % alleine in den Vereinigten Staaten. Die Hauptproduktionsstätte ist Traun, wo 105 der 770 im Konzern angestellten Mitarbeiter tätig sind. PEZ-Bonbons werden jedoch auch in Orange (Connecticut), PEZ-Spender in Ungarn und in China hergestellt.
2005 erreichte die Ed. Haas Austria Ges.m.b.H. nach einem verlustreichen Jahr 2004 wieder einen Jahresüberschuss in Höhe von 1,95 Millionen Euro. Zugleich stieg der Umsatz auf einen neuen Rekordwert von 65,9 Millionen Euro. Zu einem Konzernumsatz von 140,8 Millionen Euro im Jahr 2012 trugen die Unternehmen PEZ mit 53 Prozent, Haas mit 33,5 Prozent und Ring mit 13,5 Prozent bei.

## Geschichte
Die Ed. Haas Austria Ges.m.b.H. geht auf die Eintragung der Marke „HASIN zur Bereitung von Gesundheitsgugelhupf“ im k.u.k.-Markenregister im Jahr 1915 durch Katharina Haas, im Namen ihres 18-jährigen Sohnes Eduard Haas III., zurück. Dieser begann bereits zuvor mit der Produktion von Backpulver, welches ihm sein Großvater Eduard Haas I., Arzt und Bader in St. Martin im Mühlkreis, einst als Medizin verschrieben hatte. Dessen Sohn, Eduard Haas II., gründete im Linzer Stadtteil Untergaumberg einen Gemischtwarenhandel, wo unter anderem dieses Mehl erhältlich war. Da es sich als Backpulver etwa für Kuchen wie den Gugelhupf bewährte, startete Eduard Haas III., der den Laden des Vaters übernommen hatte, nach Eintragung der Marke im Jahr 1915 mit der großangelegten Produktion.
1927 folgte die Erfindung des Pfefferminzbonbons „PEZ“, welches als „Luxusmint der vornehmen Welt“ beworben wurde. Zwei Jahre nach Erfindung des patentierten PEZ-Spenders (PEZ-Boxen) im Jahre 1950 erfolgte die Erschließung der internationalen Märkte, allen voran der Vereinigten Staaten. Im Jahr 1966 wurden bereits 350 Millionen PEZ-Boxen verkauft. 70 % des gesamten österreichischen Zuckerwarenexports gingen dazumals auf die PEZ-Bonbons zurück. In den 60er-Jahren wurde das US-Geschäft der PEZ-Bonbons veräußert, 2006 wurde es jedoch wieder zurückgekauft.

## Produkte
Auswahl von Produkten aus dem Hause Haas:
- PEZ
- Haas Senf
  - Grillsenf
  - Estragonsenf
  - Kremser Senf
  - Biersenf
  - Bayrischer Senf
  - Balsamico Senf

Exklusivproduktion und -vertrieb in Österreich:
- Capri-Sun
- Fisherman’s Friend
- Hustinetten
- Mentos